# Cristian Raileanu
Cristian Raileanu (Bălți, 24 de janeiro de 1993) é um ciclista moldavo, profissional desde 2017 e que atualmente milita no conjunto Team Sapura Cycling.

## Palmarés
- 2014
  - 3.º no Campeonato de Moldávia em Estrada 
  - 2.º no Campeonato de Moldávia Contrarrelógio

- 2015
  - 2.º no Campeonato de Moldávia em Estrada 
  - 3.º no Campeonato de Moldávia Contrarrelógio

- 2016
  - Campeonato de Moldávia em Estrada

- 2017
  - 3.º no Campeonato de Moldávia em Estrada 
  - 1 etapa do Tour de Szeklerland

- 2018
  - Tour de Cartier, mais 1 etapa
  - 3.º no Campeonato de Moldávia em Estrada

- 2019
  - 1 etapa do Tour de Iskandar Johor
  - 1 etapa do Tour de Taiyuán
  - Campeonato de Moldávia Contrarrelógio  
  - Campeonato de Moldávia em Estrada  
  - 1 etapa do Tour Peninsular[2]
  - 1 etapa do Tour de Singkarak

- 2020
  - Campeonato de Moldávia Contrarrelógio  
  - Campeonato de Moldávia em Estrada

- 2021
  - Campeonato de Moldávia Contrarrelógio  
  - 2.º no Campeonato de Moldávia em Estrada